# Marana (Arizona)
Marana es un pueblo ubicado en el condado de Pima en el estado estadounidense de Arizona. En el Censo de 2020 tenía una población de 51 908 habitantes y una densidad poblacional de 165,00 personas por km².

## Toponimia
El nombre de Marana proviene de la palabra española "maraña" con que denominaron los trabajadores del ferrocarril a la mancha de matorral que tuvieron que limpiar para tender la línea en el siglo XIX.

## Historia
Los colonos españoles comenzaron a establecerse en el área durante los siglos XVII y XVIII. Con el tiempo estos fueron emparentando con indígenas de la región y se creó una sociedad mestiza de colonos. 
Ya desde los primeros tiempos de colonización la minería y la ganadería ranchera fueron las principales actividades económicas. 
En 1775, Juan Bautista de Anza, Capitán del Presidio de Tubac, encabezó una expedición hacia el norte por el río Santa Cruz para fundar la ciudad de San Francisco. El grupo constaba de unas 200 personas incluyendo a unos 30 soldados y sus familias, además de escoltas adicionales. Llevaron también más de 1000 cabezas de ganado. Su campamento estuvo donde se construyó la planta cementera CalPortland, instalada en el siglo XX cerca de Marana. Un tramo de 15 millas (24,1 km) de la ruta de la expedición de Anza por Marana ha sido designada como parte del camino histórico nacional Juan Bautista de Anza (Juan Bautista de Anza National Historic Trail).
Esta área pasó a formar parte de México tras su independencia en 1821 y luego los Estados Unidos la anexionaron con la Compra de Gadsden (1853).
La Pointer Mountain Station, parada de la línea de diligencias Butterfield Overland Mail que funcionó desde 1858 fue descubierta durante los trabajos arqueológicos de Los Morteros, en el área de Puerta del Norte trailer court.

## Geografía
Marana se encuentra ubicado en las coordenadas 32°27′55″N 111°8′21″O / 32.46528, -111.13917. Según la Oficina del Censo de los Estados Unidos, Marana tiene una superficie total de 316,5 km², de la cual 314,59 km² corresponden a tierra firme y 1,9 km² (0,6 %) es agua.

## Demografía
Según el censo de 2010, había 34 961 personas residiendo en Marana. La densidad de población era de 110,46 hab./km². De los 34 961 habitantes, Marana estaba compuesto por el 81,96 % blancos, el 2,5 % eran negros, el 1,24 % eran amerindios, el 3,78 % eran asiáticos, el 0,13 % eran isleños del Pacífico, el 6,69 % eran de otras razas y el 3,7 % pertenecían a dos o más razas. Del total de la población el 22,11 % eran hispanos o latinos de cualquier raza.